# Мирошников, Даниил Дмитриевич
Даниил Дмитриевич Мирошников (бел. Данііл Дзмітрыевіч Мірошнікаў; род. 1 ноября 2000, Брест) — белорусский футболист, защитник.

## Клубная карьера
Он начал заниматься футболом в 10 лет в родном Бресте. В 14 лет перешел в Минское республиканское училище олимпийского резерва (РУОР), где начал играть на юношеском уровне за команду Академии АБФФ. После окончания РУОР в июле 2017 года он вернулся в Брест и начал играть за дубль местного «Динамо». Перед сезоном 2018 подтягивался к основному составу. Позже пропустил много времени, только в октябре 2018 года снова стал появляться на поле.
В начале 2019 года вместе с основной командой «Динамо» провел предсезонный сбор в ОАЭ, а в феврале был сдан в аренду «Руху». Однако в составе не прижился, отыграв всего один матч в Первой лиге. В июле 2019 года он покинул «Рух» и перешел в «Энергетик-БГУ» на условиях аренды. 24 августа 2019 года он дебютировал в Высшей лиге, проведя все 90 минут на поле в матче против брестского «Динамо» (2:6).
В декабре 2019 года вернулся в «Динамо», но вскоре возобновил тренировки в столичном клубе. В феврале 2020 года он продлил контракт с «Динамо» и был передан в аренду «Энергетик-БГУ». В сезоне 2020 он зарекомендовал себя в стартовом составе столичного клуба.
В январе 2021 года был отдан в аренду «Энергетику-БГУ», но уже от брестского «Руха». Оставался игроком основы, только в ноябре не играл из-за травмы. В декабре покинул команду и вернулся в Брест.
В марте 2022 года перешёл в «Гомель». Дебютировал за клуб 20 марта 2022 года в матче против дзержинского «Арсенала». Стал обладателем Кубка Беларуси, выиграв в финале «БАТЭ» со счётом 2:1, однако сам же игрок просидел весь матч на лавке запасных.
В июле 2022 года отправился в аренду в брестское «Динамо». Первый матч сыграл 13 августа 2022 года против «Ислочи». В декабре 2022 года покинул клуб по окончании срока аренды.
В январе 2023 года футболист готовился к новому сезона с «Гомелем». В январе 2024 года футболист покинул клуб.

### Статистика
| Сезон    | Дивизион | Клуб          | Страна   | Матчи | Голы |
| -------- | -------- | ------------- | -------- | ----- | ---- |
| 2017 (2) | дубль    | Динамо-Брест  | Беларусь | 9     | 6    |
| 2018     | дубль    | Динамо-Брест  | Беларусь | 7     | 0    |
| 2019     | Д2       | Рух (Брест)   | Беларусь | 1     | 0    |
| 2019     | Д1       | Энергетик-БГУ | Беларусь | 1     | 0    |
| 2020     | Д1       | Энергетик-БГУ | Беларусь | 23    | 1    |
| 2021     | Д1       | Энергетик-БГУ | Беларусь | 26    | 1    |

## Карьера в сборной
В октябре 2017 года принял участие в отборочном раунде чемпионата Европы в составе юношеской сборной Беларуси. В октябре 2018 года он также входил в состав сборной, но на поле не появлялся.
4 сентября 2020 года дебютировал за молодежную сборную Беларуси, выйдя на замену в первом тайме отборочного матча чемпионата Европы против Нидерландов (0:7).

## Достижения
«Гомель»
- Обладатель Кубка Беларуси: 2021/22